# Красноармейское (Чувашия)
Красноарме́йское (чув. Красноармейски) — село в Чувашской Республике России. Административный центр Красноармейского муниципального округа.
Население — 4337 человек (2002).

## География
Находится в 50 км от Чебоксар по автодороге, которая соединяет Красноармейское с городами и райцентрами Чувашской Республики в основном через Цивильск и село Ишаки. Расположено на правом берегу реки Большая Шатьма.

## История
До 16 августа 1940 село называлось Передние Траки, с 1939 по 20 декабря 1962 и с 3 ноября 1965 года — административный центр Красноармейского района.
Многие чуваши, проживающие в районе и за его пределами, и по сей день называют территории вокруг с. Красноармейское Т(ă)рак Ен (Траковский край, сторона).

## Население
| 1959 | 1970  | 1979  | 1989  | 2002  | 2010  | 2012  | 2021  |
| ---- | ----- | ----- | ----- | ----- | ----- | ----- | ----- |
| 1098 | ↗1151 | ↗2335 | ↗4345 | ↘4337 | ↘4271 | ↗4726 | ↘3900 |

## Экономика
Ведущими предприятиями районного центра являются линейно-производственное управление магистральных газопроводов ООО «Газпром трансгаз Нижний Новгород», «Красноармейскремтехпред», «Красноармейскагропромхимия», производитель полимерно-текстильной обуви ООО «Чесла», завод строительной керамики «Кетра». Предприятия обслуживают сельхозпроизводство района. Функционируют две средние школы — Траковская средняя школа и Красноармейская средняя школа, школа искусств, три библиотеки, музей, Дом культуры и клуб. Издаётся районная газета на чувашском языке «Ял пурнӑҫӗ».

## Здравоохранение
Красноармейская центральная районная больница